# Povodně v Makedonii 2016
Povodeň v Makedonii byla přívalová povodeň, která 6. srpna 2016 zasáhla spolu se silnými bouřemi a dešti západní a severozápadní část Makedonie. 
Bouře se silným větrem dorazila do hlavního města Skopje a západních oblastí Makedonie 6. srpna 2016 v odpoledních a večerních hodinách. Jejím výsledkem, kromě materiálních škod, bylo nejméně 21 mrtvých a desítky zraněných nebo pohřešovaných.

## Průběh
Odpoledne 6. srpna 2016, asi v 17:30 SELČ, začalo v oblasti hlavního města Makedonie Skopje hustě pršet, bouři doprovázel silný vítr. Déšť ustal kolem 9:30 SELČ ráno následujícího dne. Maximum intenzity srážky dosáhly v noci, kolem 3:30 SELČ. Makedonská meteorologická služba uvedla, že ve Skopje spadlo za dvě hodiny 93 litrů na metr čtvereční, což odpovídá průměrným srpnovým srážkám za celý měsíc. 
V některých částech města nestačila kanalizace vodu odvádět, a tak hladina v ulicích dosahovala výšky až 1,5 metru, což ztěžovalo pátrání makedonské policie a ozbrojených složek po přeživších a zraněných. Desítky automobilů zůstaly uvězněny v tekoucí vodě, ulice byly zablokovány popadanými stromy. Meteorologové uvedli, že za první dvě hodiny bouře detekovali v oblasti více než 800 blesků. Nejméně 21 lidí zahynulo, desítky dalších byly zraněny nebo byly pohřešovány. Místní média uvádí, že vozidla záchranné služby byla ve městě volána k 65 případům. Ošetřeno bylo více než 20 lidí. Na pomoc byla přivolána i armáda. Tři vesnice severovýchodně od města byly odříznuty v důsledku sesuvů půdy.

## Reakce
Místopředseda vlády Nikola Todorov nazval bouři „katastrofou nebývalých rozměrů“ a uvedl, že počet obětí může dále stoupat. Starosta Skopje Koce Trajanovski uvedl, že město ještě nikdy nečelilo takové katastrofě. Makedonská vláda vyhlásila stav ohrožení a 8. srpen byl prohlášen „Národním dnem smutku“ (makedonsky ден на жалост).